# 한큐 전철 6000계 전동차
한큐 전철 6000계 전동차(일본어: 阪急6000系電車)는 한큐 전철의 통근형 전동차이다.
1976년부터 1980년까지 126량이 제조되어 1985년에 4량이 추가 제조되었다.
본 항목에서는 노세 전철에 양도된 노세 전철 6000계(6002F) 전동차에 대해서도 설명한다.

## 개요
신포 선용으로 5100계의 전장품에 2200계의 차체를 조합했다. 제동 시스템은 2200계와 동일한 전기지령식으로 운전대에 원핸들 주간 제어기를 채용한 것도 2200계와 같다. 차체는 5100계에 비해 창의 높이가 50 mm 확대되었다. 
2200계나 6300계와 마찬가지로 등장 당시의 표시막은 급행에 대해서는 흰 바탕에 빨간 글씨로 '급행'의 표시(특급의 반전)였는데, 1982년 검은 바탕에 오렌지색 표시로 변경되었다. 그러나 검은 바탕에 백색 표시의 '보통' 표시와 구별하기 어렵다는 불만이 있어 '급행' 표시는 1992년 현재의 쾌속 급행과 같은 오렌지 바탕에 검은색 문자로 다시 변경되었다.
또한 이 시기에 등장한 6300계와 마찬가지로 승무원실 옆 도어 포켓에는 H의 이니셜 마크가 등장했다(1992년의 새 CI 도입에 따라 신 CI로 교체되었다).

전동기 출력은 140 kW로 제조 당시의 편성은 다카라즈카 선용이 동력차(M) 4량과 부수차(T) 4량의 4M4T 편성, 고베 선용은 6M2T 편성으로 조성되었다. 고베 선용은 홈 유효장이 6량 밖에 없는 산요 전기 철도로의 직결 운행을 고려한 6량의 기본 편성과 2량의 부속 편성의 조성이며, 8량 편성으로 운행될 때 중간에 들어가는 선두차는 전기 연결기를 탑재하고 있다. 기동가속도는 2.8 km/h/s로 되어 있다.
2008년 9월 시점에서는 2200계에서의 편입차를 포함한 140량이 재적하고 있으며 그 대부분은 다카라즈카 선 배치이다. 일부는 이마즈 선·코요 선용으로 1인 승무 대응 개조가 시공되었으며 3량 편성이다.
6000F 8량 편성에서는 한큐 최초의 알루미늄 차체가 채용되었다. 우선 처음에 부수차 2량이 완성되고 6001F에 편입되면서 그 후에 나머지 6량이 완성되고 앞의 2량도 이에 편입되면서 알루미늄 차체 편성이 8량 편성화되었다.
6005F와 6006F는 1995년에 전방의 시인성을 향상시키기 위해 전면 표시막이 대형화 개조되어 독특한 분위기를 가지고 있다. 이는 이 시기에 실시된 교토 선용 5300계의 전면 개조에서도 동일하다.
정면 관통문에 붙은 헤드마크함은 데뷔 당시 붙어 있지 않고 당분간 헤드마크를 달때 어댑터를 탑재했지만 나중에 헤드마크함을 상시 탑재하는 형태로 개선되고 있다.
1998년부터 2002년에 걸쳐 차체를 재도장하면서 6300계와 8000계와 마찬가지로 차체 상부를 아이보리 도색으로 도장했다. 이는 7000계·7300계·5000계 리뉴얼차에 대해서도 마찬가지이다. 덧붙여 6001F에 한해 일시적으로 8000계와 같은 측면에 아이보리 도장이 시험적으로 실시되었으나 후에 전면에도 아이보리 도장이 추가되었다.
다카라즈카 선의 6007F는 원래 다른 편성과 같은 조성이었고, 이마즈난 선과 코요선의 1인 승무화에 따른 개편이 실시되어 2200계에서의 편입차(6760)와 잠정 T차(6610·6510) 등을 조성한 편성이다. 
6024F+6014F는 4량+4량의 8량 편성으로 조성되었다. 우메다 방면에서 8량째의 6114는 잠정 T차이다.
1인 승무 대응 개조 시공차의 일부는 전면 관통문의 와이퍼가 8000계와 같은 전동식으로 갱신되고 있다. 6021F·6022F·6023F에는 출입문 개폐 예고 등, 6010F·6021F·6022F에는 증점착제 분사 장치가 탑재되고 있다.

## 취역 후의 변화
6000계는 등장 당초 6001F가 다카라즈카 선에 한큐 최초의 알루미늄 차체 2량을 포함한 8량 관통 편성이 투입되어 1년간 아래의 같은 편성으로 운용되고 있었다. 알루미늄 차체의 차량은 중간의 2량이다.
| 편성 현황 |      |      |      |      |      |      |      |
| 6001      | 6551 | 6501 | 6560 | 6570 | 6601 | 6581 | 6101 |

한편 고베 선용으로 6020F·6010F가 등장했다. 장래의 산요 전철 연계 운용의 충당을 고려하고 2량(6020F)+6량(6010F)의 8량 편성으로 제조되어 당분간 8량 고정 편성으로 운용되었으나 6024F·6014F의 제조에서 운용에 필요한 편성 수가 확보되면서 1977년 12월부터 6000계의 산요 전철 연계·분할 병합 운용을 개시했다.
1977년 알루미늄 차체의 6000F를 6량 제조하고 6001F의 중간 알루미늄차 2량을 조성하여 알루미늄 차체만의 8량 편성이 조성되었다. 한편 6001F는 마일드 스틸제의 중간차 2량을 제조하고 마일드 스틸 차체의 8량 편성으로 통일되고 있다.

## 리뉴얼
본 계열도 3300계 등과 같이 리뉴얼되고 있다.